# Žabnica
Žabnica es una localidad de Croacia en el municipio de Farkaševac, condado de Zagreb.

## Geografía
Se encuentra a una altitud de 115 m s. n. m. a 63,6 km de la capital nacional, Zagreb.

## Demografía
En el censo 2011, el total de población de la localidad fue de 186 habitantes.
Según estimación 2013 contaba con una población de 185 habitantes.